# Hanjanatti, Hukeri
Hanjanatti là một làng thuộc tehsil Hukeri, huyện Belgaum, bang Karnataka, Ấn Độ.